# 莫里牙漢魚
莫里牙漢魚，為輻鰭魚綱銀漢魚目擬銀漢魚科的其中一種，分布於南美洲智利中部淡水流域，為溫帶淡水魚，體長可達19公分，棲息在底中層水域，生活習性不明。